# Skibotn
Skibotn (sami septentrional: Ivgubahta; kven: Markkina o Yykeänperä) és un poble de 568 habitants (2013) situat al municipi de Storfjord, a la riba meridional del fiord de Lyngen, al comtat de Troms, Noruega. El terme del poble es troba en una cruïlla de camins de les autopistes E06 i E08. La distància per carretera a Kilpisjärvi, la comunitat més al nord en el "braç" oest de Finlàndia, queda a aproximadament 50 km. Els residents moderns de Skibotn són en la seva major part ben descendents del poble kven i el poble sami, o bé immigrants i els seus descendents, de la Noruega central i meridional.